# Carlos Manuel de Céspedes y García-Menocal
Carlos Manuel de Céspedes y García-Menocal (16 de julio de 1936 − 3 de enero de 2014) fue un vicario general de la Arquidiócesis de San Cristóbal de La Habana y una de las figuras más activas de la Iglesia católica y de la cultura cubana. 

## Biografía
Doctorado en Derecho y Filología por la Universidad de La Habana y en Teología en Roma, fue rector del Seminario de San Carlos y San Ambrosio de La Habana y director del Secretariado General de la Conferencia de Obispos Católicos de Cuba. Fue miembro del Equipo de Reflexión Teológica y de la Sección de Ecumenismo del CELAM. Ocupaba un puesto en la Real Academia Española en Cuba. Fue descendiente directo de Carlos Manuel de Céspedes del Castillo, iniciador de la primera guerra de independencia de Cuba (1868 - 1878) y primer Presidente de la República en Armas. Fue además el hermano mayor del obispo de Matanzas, Manuel Hilario de Céspedes. Publicó los libros "Pasión por Cuba y por la Iglesia. Aproximación biográfica al P. Félix Varela" y "Érase una vez en La Habana".
Fue párroco de San Agustín, cuya iglesia parroquial se encuentra ubicada en la avenida 35 entre las calles 44 y 42, barriada Almendares.
Carlos Manuel de Céspedes y García-Menocal falleció el 3 de enero de 2014 en La Habana, Cuba.